# My song Your song
《My song Your song》(마이 송 유어 송)은 이키모노가카리가 2008년 12월 24일에 발매한 세 번째 정규 음반이다. 이키모노가카리가 처음으로 오리콘 1위를 획득 작품이자, 처음으로 한국에 발매된 이키모노가카리의 음반이기도 하다.

## 수록곡
1. 플라네타륨 (プラネタリウム)
2. 기마구레 로맨틱 (気まぐれロマンティック 변덕스런 로맨틱[*])
3. 블루버드 (ブルーバード)
4. 스파이스 매직 (スパイス・マジック)
5. 가게보시 (かげぼうし 그림자[*])
6. 가에리타쿠낫타요 (帰りたくなったよ 돌아가고 싶어졌어[*])
7. message
8. Happy Smile Again
9. 구치즈케 (くちづけ 입맞춤[*])
10. 보쿠와코코니이루 (僕はここにいる 나는 여기 있어[*])
11. 푸기우기 (プギウギ)
12. 마보로시 (幻 환상[*])
13. 코코로노 하나노 사카세요 (心の花を咲かせよう 마음의 꽃을 피우자[*])
14. 가에리타쿠낫타요 -acoustic version- (보너스 트랙)